# Jam with the Band
Jam with the Band, conocido en Japón como Daigasso! Band Brothers DX (大合奏!バンドブラザーズDX Daigassō! Bando Burazāzu DX, lit. Grand Ensemble! Band Brothers DX), es un videojuego musical desarrollado y publicado por Nintendo para la consola de videojuegos portátil Nintendo DS. Es la secuela del exclusivo de Japón Daigasso! Band Brothers, que salió a la venta en el lanzamiento de DS. Jam with the Band salió a la venta en Japón en junio de 2008 y en Europa en mayo de 2010. Utiliza la mayor capacidad de ahorro para un juego de Nintendo DS de ocho megabytes. Su lanzamiento estuvo acompañado de un Canal Wii para la consola Wii llamado Canal en vivo, conocido en Japón como Canal de altavoces, que permite a los jugadores escuchar el sonido del juego a través de su televisión. Presenta al personaje Barbara Bat, que también estuvo en el predecesor.
Ha sido muy bien recibido comercialmente. Vendió más de 120.000 copias en Japón en sus primeros cuatro días de lanzamiento; con aproximadamente 424.477 unidades, se vendió lo suficientemente bien como para convertirse en el 24.º juego más vendido de 2008 en Japón. También ha recibido una acogida positiva. Jam with the Band cuenta con más de 60 instrumentos que se pueden tocar. Su jugabilidad se centra en la entrada de botón similar a su predecesor, que incluye notas que se desplazan hacia abajo y una flecha para indicar cuándo golpearlas. Los jugadores pueden crear y descargar canciones, aunque el límite de descarga es de 100 debido a problemas de licencia de JASRAC. A partir del 19 de febrero de 2009, la lista japonesa de canciones consta de más de 4.000 canciones. Los reproductores pueden previsualizar la canción antes de descargarla, y también pueden clasificarla en una escala de uno a cinco. El juego fue seguido en 2013 por el lanzamiento en Japón del juego Daigasso! Band Brothers P.

## Jugabilidad
Jam with the Band cuenta con más de 60 instrumentos que se pueden tocar. Durante el modo de juego, la jugabilidad de Jam with the Band se centra en la entrada de botón similar a su predecesor. También incluye la capacidad de tocar acordes en lugar de las entradas de un solo botón para ciertos instrumentos. Los botones usados aumentan a medida que aumenta la dificultad - mientras que en la dificultad más baja, cualquiera de los botones puede ser usado para tocar una nota, mientras que la dificultad más difícil usualmente hace uso de todos los botones. Las notas se desplazan hacia abajo a cierta velocidad, y los jugadores deben pulsar una nota con el botón correspondiente. Hay cuatro maneras en que un jugador puede tocar una nota - "Mejor","Bueno","Malo"y "Señorita". No hay medidor de salud en Jam with the Band, lo que permite a los músicos tocar la canción hasta el final. Una canción puede tener varias maneras diferentes de tocarla; si la canción usa instrumentos de cuerda y percusión, los músicos pueden tocarla con cualquiera de las dos. Hasta ocho jugadores pueden tocar juntos, cada uno puede elegir entre uno de los instrumentos disponibles en una canción. También hace uso del micrófono para un modo de juego alternativo que permite a los jugadores hacer karaoke con canciones que incluyen letras usando el micrófono de la Nintendo DS.
Los jugadores pueden conectar su juego a una consola Wii y utilizar un Canal Wii específico del juego llamado Live Channel, conocido en Japón como Speaker Channel, que transmite el audio del juego a través de la televisión. Los jugadores también pueden descargar hasta 100 canciones de más de 1.000 en el juego, a través de la Conexión Wi-Fi de Nintendo, así como jugar localmente con hasta ocho personas usando la descarga de una sola tarjeta.

### Lista de canciones
La versión japonesa de Jam with the Band incluye 31 canciones, la mayoría clásicas, mientras que el lanzamiento europeo incluye 50 canciones preinstaladas. A partir del 19 de febrero de 2009, la lista de la versión japonesa incluye más de 4.000 canciones descargables creadas por los usuarios. Dispone de espacio de almacenamiento suficiente para almacenar 231 canciones: 31 canciones predeterminadas, 100 canciones descargables y 100 canciones personalizadas. Una vez que se descarga una canción, no se puede eliminar de los datos del juego de la versión japonesa a menos que el jugador borre los datos guardados, debido a problemas legales con JASRAC. Jam with the Band cuenta con el chip de ahorro de capacidad más grande que se utiliza actualmente en un juego de DS. El chip tiene una capacidad de 64 megabits (ocho megabytes) de datos guardados.
Si bien está orientado a Japón, la versión japonesa incluye canciones internacionales, como el tema "Ghostbusters theme","When You Wish Upon A Star","Highway Star","Locomotion"y "The Final Countdown".

## Desarrollo
Jam with the Band se anunció en el sitio web japonés de Nintendo, y finalmente salió a la venta en Japón el 26 de junio de 2008. El juego fue lanzado en Europa el 21 de mayo de 2010. El lanzamiento se anunció el 8 de abril del mismo año en la agenda de verano de Nintendo of Europe.
Mientras que antes no era posible ejecutar Jam with the Band con flashcarts en la Nintendo DS, se han hecho varios parches y correcciones para permitir el uso de un archivo guardar de 8 MB, que el juego utiliza.
Sin embargo, los flascarts no pueden usar la función de descarga de WI-FI, ya que el servidor de Nintendo lleva un registro de los IDs asignados a cada copia física del juego, que, aunque pueden falsificarse en los flashcarts, la cantidad de IDs posibles hace que sea muy poco probable que se produzca un ID que exista realmente, evitando así que las copias ilegales se descarguen canciones.

## Recepción
En sus primeros cuatro días de lanzamiento, Jam with the Band vendió 120.000 copias en Japón. Es el 24.º juego más vendido de Japón en 2008, vendiendo aproximadamente 424.477 unidades. También fue el 161.º juego más vendido en Japón en 2009, con 73.108 copias vendidas. A finales de 2009, ha vendido aproximadamente 518.722 ejemplares.
En su reseña de la versión japonesa, Edge describió a Jam with the Band como el mejor juego de Nintendo DS de los últimos tiempos. Ellos lo describieron como unapologetic en su simplicidad. También dijeron que era más difícil que los juegos rítmicos más populares, como Guitar Hero, haciendo referencia a una de las canciones más difíciles en Guitar Hero llamada "Through the Fire and Flames". Lamentaban el hecho de que los jugadores sólo pueden descargar 100 canciones y no pueden borrarlas, lo elogiaban por tener una "biblioteca extraordinariamente generosa". También elogiaron su Canal Wii, elogiándolo como un excelente uso de la Wii en comparación con la forma en que los juegos de Wii como Wii Fit y Mario Kart Wii lo utilizan. IGN también lo elogió, calificándolo como "un juego de música agradable lleno de valor y personalidad".
La falta de una versión en inglés de Jam with the Band antes del anuncio europeo fue considerada decepcionante por IGN, que lo incluyó entre los otros cuatro juegos de Nintendo DS que deberían lanzarse en Estados Unidos.